# Billy Gilman
William Wendell „Billy” Gilman III (Westerly, Rhode Island, 1988. május 24. –) amerikai countryénekes. Zenei karrierjét 2000-ben, tizenegy évesen kezdte, amikor One Voice című kislemeze elérte a Billboard country slágerlistájának huszadik helyét, és ezzel ő lett a legfiatalabb előadó, aki valaha felkerült a negyvenes listára. Az azonos című albuma ugyan abban az évben jelent meg az Epic Recordsnál, majd az Egyesült Államokban kétszeres platinalemez lett. Ezt két aranylemez, a Classic Christmas című karácsonyi album és a Dare to Dream követte. Miután megvált korábbi kiadójától, az Image Entertainmenthez szerződött, ahol újabb két albuma, a 2005-ös Everything and More és a 2006-os Billy Gilman jelent meg. Néhány slágerlistákat elkerülő 2006 és 2009 közti további kislemez után kis kihagyással 2014-ben tért vissza újabb kislemezzel.

## Gyermekkora
A Rhode Island-i Hope Valley-ben nevelkedett. Már iskoláskora előtt elkezdett énekelni, míg első nyilvános fellépését hétéves korában adta. Kilencéves korában az Asleep at the Wheel együttes frontembere, Ray Benson felfigyelt a hangjára, és segített elkészíteni Gilman első demóját. Ezt követően Gilman 2000-ben leszerződött az Epic Records Nashville lemezkiadóval.

## Pályafutása
2001. január 23-án átvehette az Európa legfiatalabb és legtehetségesebb countryelőadója címet, valamint a Guinness-rekordok könyvébe is bekerült One Voice című albumának köszönhetően. 2001 februárjában jelölve lett a Grammy-díjátadóra a legjobb férfi countryénekes és a legjobb countrydal (One Voice) kategóriákban.
Gilman második albuma (Classic Christmas) aranylemez lett. Az album érdekessége, hogy kizárólag karácsonyi dalok találhatóak meg rajta. 2003-ban Billy kiadta a következő albumát (Dare to Dream), amely szintén aranylemez lett. Az albumon található Elisabeth és a She's My Girl dalok bekerültek a TOP 40 (country) slágerlistába.
2003-ban megjelent soron következő, Music Through Hearthsongs lemeze; az album megszületését Mattie Stepanek halála inspirálta, ugyanis ő nagy hatással volt Billyre. Ezt követően az amerikai Izomsorvadás Szövetség Gilmant a nagykövetének választotta. 2004-ben szerepet kapott egy a Broadway-n futó musicalben, majd a rákövetkező évben kiadta következő, Everything and More albumát, 2006-ban pedig a saját magáról elnevezett lemezét.

## Magánélete
Gilman szülei Hope Valley-ben élnek, egy öccse van, Colin. Gilman az amerikai Izomsorvadás Szövetség (MDA) nagykövete, és rendszeresen fellép jótékonysági rendezvényein.
Gilman 2014. november 20-án videóüzenetben vállalta föl melegségét. A videó szerint Gilman akkor már öt hónapja együtt volt akkori barátjával, Chris Meyerrel. Gilman azt mondta, hogy „halálosan félt” a bejelentéstől, és attól, hogy az milyen hatással lesz karrierjére: „Nehéz volt elkészíteni ezt a videót, és nem azért, mert szégyellném, hogy meleg férfi előadó vagyok vagy meleg előadó vagy meleg ember, de elég buta helyzet, hogy tudom, azért szégyellem ezt tenni, mert tisztába vagyok azzal, hogy egy olyan műfajban és iparban vagyok, amely szégyell engem azért, aki vagyok.”

## Diszkográfia

### Stúdióalbumok
| 2000                                 | One Voice - Megjelenés: 2000. június 20. - Kiadó: Epic Nashville                 | 2  | 22  | —  | 6 | - USA: 2x platinalemez - Kanada: aranylemez |
| 2001                                 | Dare to Dream - Megjelenés: 2001. május 8. - Kiadó: Epic Nashville               | 6  | 45  | —  | — | - USA: aranylemez                           |
| 2003                                 | Music Through Heartsongs - Megjelenés: 2003. április 15. - Kiadó: Epic Nashville | 15 | 109 | —  | — |                                             |
| 2005                                 | Everything and More - Megjelenés: 2005. május 3. - Kiadó: Image Entertainment    | 39 | —   | 17 | — |                                             |
| 2006                                 | Billy Gilman - Megjelenés: 2006. szeptember 6. - Kiadó: Image Entertainment      | 55 | —   | 29 | — |                                             |
| —: slágerlistás helyezést nem ért el |                                                                                  |    |     |    |   |                                             |

### Karácsonyi album
| Év   | Album                                                                     | Slágerlistás helyezés | Slágerlistás helyezés | Slágerlistás helyezés | Díjak             |
| Év   | Album                                                                     | USA Country           | USA                   | USA Holiday           | Díjak             |
| ---- | ------------------------------------------------------------------------- | --------------------- | --------------------- | --------------------- | ----------------- |
| 2000 | Classic Christmas - Megjelenés: 2000. október 17. - Kiadó: Epic Nashville | 4                     | 42                    | 5                     | - USA: aranylemez |

### Kislemezek
| 2000                                 | One Voice                                 | 20 | 38 | 29 | 84 | 23 | One Voice            |
| 2000                                 | Oklahoma                                  | 33 | 63 | —  | —  | —  | One Voice            |
| 2001                                 | There’s a Hero                            | —  | —  | —  | —  | —  | One Voice            |
| 2001                                 | She’s My Girl                             | 50 | —  | —  | —  | —  | Dare to Dream        |
| 2001                                 | Elisabeth                                 | 56 | —  | —  | —  | —  | Dare to Dream        |
| 2005                                 | Everything and More                       | —  | —  | —  | —  | —  | Everything and More  |
| 2005                                 | Hey, Little Suzie (The Cause of All That) | —  | —  | —  | —  | —  | Everything and More  |
| 2006                                 | Gonna Find Love                           | —  | —  | —  | —  | —  | Billy Gilman         |
| 2006                                 | Southern Star                             | —  | —  | —  | —  | —  | Billy Gilman         |
| 2006                                 | I’ll Be Home For Christmas                | —  | —  | —  | —  | —  | albumon nem szereplő |
| 2007                                 | Crying                                    | —  | —  | —  | —  | —  | albumon nem szereplő |
| 2008                                 | When You Come Home                        | —  | —  | —  | —  | —  | albumon nem szereplő |
| 2009                                 | I Know                                    | —  | —  | —  | —  | —  | albumon nem szereplő |
| 2009                                 | She Wanted More                           | —  | —  | —  | —  | —  | albumon nem szereplő |
| 2009                                 | Honky Tonk Parade                         | —  | —  | —  | —  | —  | albumon nem szereplő |
| 2009                                 | I’ve Changed                              | —  | —  | —  | —  | —  | albumon nem szereplő |
| 2014                                 | Say You Will                              | —  | —  | —  | —  | —  | albumon nem szereplő |
| 2015                                 | Say You Will (Pop Version)                | —  | —  | —  | —  | —  | albumon nem szereplő |
| 2015                                 | Christmas Time                            | —  | —  | —  | —  | —  | albumon nem szereplő |
| 2015                                 | He’s Alive                                | —  | —  | —  | —  | —  | albumon nem szereplő |
| 2015                                 | Wishing You Were Here                     | —  | —  | —  | —  | —  | albumon nem szereplő |
| 2015                                 | Falling                                   | —  | —  | —  | —  | —  | albumon nem szereplő |
| —: slágerlistás helyezést nem ért el |                                           |    |    |    |    |    |                      |

### Egyéb slágerlistás dalok
| Év   | Dal            | Slágerlistás helyezés | Album             |
| Év   | Dal            | USA Country           | Album             |
| ---- | -------------- | --------------------- | ----------------- |
| 2000 | Warm and Fuzzy | 50                    | Classic Christmas |

### Videóklipek
| Év   | Videó                                     | Rendező         |
| ---- | ----------------------------------------- | --------------- |
| 2000 | One Voice                                 | Trey Fanjoy     |
| 2000 | Oklahoma                                  | Trey Fanjoy     |
| 2000 | Warm and Fuzzy                            | David McClister |
| 2001 | There’s a Hero                            | Brent Hedgecock |
| 2001 | She’s My Girl                             | Brent Hedgecock |
| 2001 | Elisabeth                                 | Shaun Silva     |
| 2003 | I Am (Shades of Life)                     |                 |
| 2005 | Everything and More                       | Alec Asten      |
| 2005 | Hey, Little Suzie (The Cause of All That) | Alec Asten      |
| 2012 | The Choice (Billy Gilman & Friends)       | Sean Thomas     |
| 2015 | Say You Will (Pop Version)                | Alec Asten      |

## Fordítás
- Ez a szócikk részben vagy egészben  a   Billy Gilman című angol Wikipédia-szócikk fordításán alapul.  Az eredeti cikk szerkesztőit annak laptörténete sorolja fel. Ez a jelzés csupán a megfogalmazás eredetét és a szerzői jogokat jelzi, nem szolgál a cikkben szereplő információk forrásmegjelöléseként.